# Wilhelm Kreiml
Wilhelm Kreiml (29. prosince 1853 – 6. listopadu 1930 Mikulov) byl rakouský právník a politik německé národnosti z Moravy; poslanec Moravského zemského sněmu a starosta Mikulova.

## Biografie
Pocházel z starobylého mikulovského rodu, který se připomíná už v 16. století. Jeho matkou byla Caroline Kreiml, otcem c. k. auditor v Olomouci Josef Kreiml. Po otcově smrti roku 1886 se vdova Caroline přistěhovala z Olomouce do Mikulova za svými syny, obchodníkem Johannem Kreimlem a advokátem Wilhelmem Kreimlem. Zemřela ovšem krátce poté v září 1887. Wilhelmovou manželkou byla Maria Anna Wentruba z Lipníku nad Bečvou.
Profesí byl advokátem. Do seznamu advokátů byl zapsán roku 1884 a usadil se v Mikulově. Zastával funkci starosty Mikulova. Starostou byl od roku 1905 do roku 1911.
Počátkem 20. století se zapojil i do vysoké politiky. V doplňovacích zemských volbách 9. září 1908 (poté co zemřel poslanec Leopold Götz) byl zvolen na Moravský zemský sněm, za kurii městskou, německý obvod Mikulov, Jaroslavice, Pohořelice, Dolní Kounice. V roce 1908 se uvádí jako kandidát liberální Německé pokrokové strany.
Zemřel v listopadu 1930 ve věku 77 let.